# Fideos vietnamitas

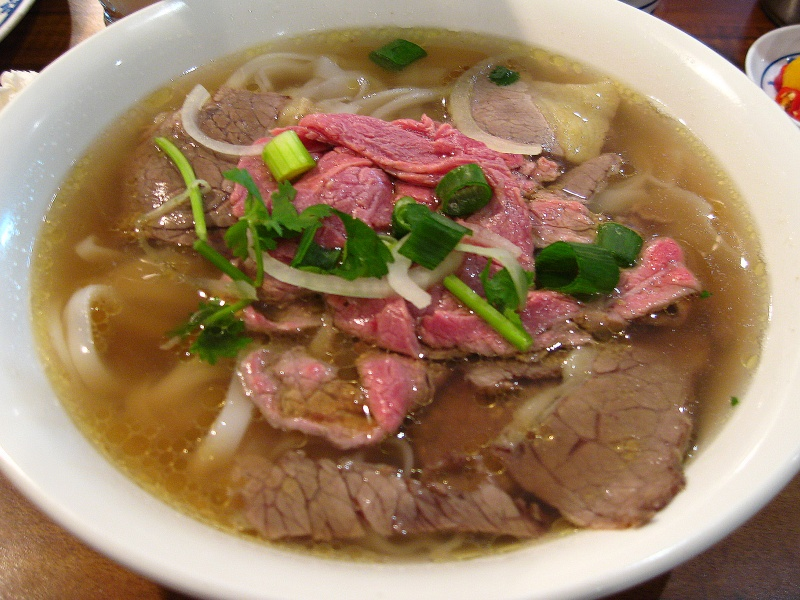
Un tazón de phở.

La gastronomía de Vietnam incluye muchos tipos de fideos, tanto frescos (tươi) como secos (khô). Entre ellos se cuentan:

## Por ingrediente
- Bánh canh, fideos gruesos hechos con una mezcla de harina de arroz y harina de tapioca o trigo, parecidos en apariencia a los udon
- Bánh hủ tiếu
- Bánh phở, fideos de arroz planos, disponibles en una gran variedad de anchos y usados tanto para sopas phở como para platos salteados
- Bún, vermicelli de arroz
  - Bún sợi to
  - Bún lá, usados en el bún lá cá dầm Ninh Hoà
  - Bún rối
  - Bún nắm
- Fideos celofán (llamados miến, bún tàu o bún tào)
- Mì
- Lá mì
- Bánh đa đỏ, usados en el bánh đa cua Hải Phòng
- Bánh đa

## Platos de fideos

### Sopas de fideos calientes
- Bánh canh, una sopa hecha con fideos bánh canh
  - Bánh canh cá Nha Trang
- Bún bò Huế, sopa típica de Huế, consistente en vermicelli de arroz en un caldo de ternera, hierbalimón y otros ingredientes
- Bún bung
- Bún mắm
- Bún riêu, sopa de vermicelli de arroz con carne, tofu, tomate y sangre de cerdo coagulada
  - Bún riêu cua
  - Bún riêu cá
  - Bún riêu ốc
- Bún lá cá dầm Ninh Hoà
- Bún sứa
- Cao lầu, plato de fideos típico de Hội An consistente en fideos amarillos de harina de trigo en una pequeña cantidad de caldo, con diversas carnes y hierbas
- Hủ tiếu, una sopa hecha con bánh hủ tiếu y fideos de huevo
- Mì Quảng, plato de fideos típico de Quảng Nam, consistente en fideos amarillos de trigo en un poco de caldo, con varias carnes y hierbas
- Phở, bánh phở en un caldo de ternera y especias

### Platos de fideos secos
- Bánh hỏi, fideos vermicelli de arroz extremadamente finos trenzados en fajos intrincados, frecuentemente cubiertos con cebolleta picada y carne
- Bún đậu mắm tôm
- Bún ốc
- Bún thang
- Bún thịt nướng, plato frío consistente en bún con cerdo asado
- Bún xào, bún salteados
- Hủ tiếu khô, bánh hủ tiếu salteados con salsa
- Hủ tiếu xào, bánh hủ tiếu salteados
- Mì khô (también mỳ khô), fideos de huevo salteados con salsa
- Phở xào, bánh phở salteados

### Rollos de fideos calientes
- Bánh cuốn, rollo de fideo de arroz al vapor relleno de cerdo picado y hongo oreja de madera, parecido al dim sum cantonés salvo porque la hoja de arroz usada es mucho más fina y delicada

### Rollos de papel de arroz fríos
- Gỏi cuốn (‘rollo de primavera’ o ‘rollo ensalada’), plato frío consistente en diversos ingredientes (incluyendo bún) enrollados en papel de arroz húmedo

### Fideos hoja calientes
- Bánh ướt, fideos hoja de arroz, comidos con nước chấm, chalota frita y una guarnición de chả lụa (salchicha de cerdo vietnamita).

- Datos: Q7928657
- Multimedia: Noodles from Vietnam / Q7928657